# Drama adolescente
Drama adolescente é um gênero ou tipo de série de drama com um foco principal em personagens adultos e jovens adultos. O gênero ganhou destaque no início dos anos 90, especialmente com a popularidade da série Beverly Hills, 90210, da Fox. Depois que 90210 tornou-se um sucesso, os escritores e produtores de televisão perceberam o potencial desse novo gênero para alcançar um grupo demográfico anteriormente ignorado. No passado, a maioria das séries que mantinham o foco nos adolescentes eram sitcoms.
Mais frequentemente do que não, os dramas adolescentes têm elementos de soap operas, incorporando um ou mais arcos de história em curso que abrangem vários episódios. Os jovens personagens devem lidar com os altos e baixos dramáticos de suas amizades e romances, enquanto enfrentam uma série de questões consideradas típicas da adolescência. Também houve muitas séries de sucesso baseadas em adolescentes com os principais temas de ficção científica, fantasia, ação e aventura.

## Variedades
Os dramas adolescentes mais populares são ambientados em locais ricos (como Beverly Hills, 90210, situado no subúrbio de Los Angeles, em Beverly Hills; The O.C., que fica em Newport Beach, Califórnia; e Gossip Girl, que fica no Upper East Side da cidade de Nova Iorque), ou em cenários fictícios de pequenas cidades (como One Tree Hill, que ficava na cidade de Tree Hill, na Carolina do Norte; Dawson's Creek, em Capeside, Massachusetts; e Gilmore Girls, em Stars Hollow, Connecticut). Séries que retratam a vida adolescente de uma maneira mais realista tendem a não funcionar tão bem – tais exemplos incluem My So-Called Life e Freaks and Geeks, que foram aclamados pela crítica, mas sofreram com baixos índices de audiência e foram posteriormente cancelados. Embora o gênero tenha se originado nos Estados Unidos, os dramas adolescentes também se tornaram populares em outros países, como Canadá, Reino Unido, Austrália e Irlanda.
Alguns dramas adolescentes também podem ser sub-categorizados em gêneros como ficção científica (como Roswell, Kyle XY e The 100), ação/aventura (como Smallville), fantasia (como Buffy the Vampire Slayer, The Vampire Diaries, Teen Wolf e Shadowhunters), e mistério (como Pretty Little Liars, Veronica Mars, Riverdale e 13 Reasons Why).